# Porto Mosquito
Porto Mosquito es una localidad caboverdiana del municipio de Ribeira Grande de Santiago.

## Geografía
La localidad está situada en la isla Santiago.

## Organización territorial
La localidad abarca el lugar de:
- Porto Mosquito